# Saavedra (partido)
Saavedra (Partido de Saavedra) is een partido in de Argentijnse provincie Buenos Aires. Het bestuurlijke gebied telt 19.715 inwoners. Tussen 1991 en 2001 steeg het inwoneraantal met 1,58 %.

## Plaatsen in partido Saavedra
- Alta Vista
- Arroyo Corto
- Colonia San Martín
- Colonia San Pedro
- Ducos
- Dufaur
- Espartillar
- Goyena
- Pigüé
- Saavedra